# Šesti sklic Hrvaškega sabora
6. sklic Hrvaškega sabora je bil potrjen 11. januarja 2008 in deloval do 28. oktobra 2011. Sestavljalo ga je 153 poslancev, izvoljenih na državnozborskih volitvah 25. novembra 2007.

## Vodstvo
Predsednik
- Luka Bebić (HDZ)

Podpredsedniki
- Vladimir Šeks (HDZ)
- Ivan Jarnjak (HDZ)
- Josip Friščić (HSS)
- Željka Antunović (SDP)
- Neven Mimica (SDP)

## Poslanci
- Andrić, Ivo   (HDZ)
- Antičević Marinović, Ingrid   (SDP)
- Antunović, Željka   (SDP)
- Bagarić, Ivan   (HDZ)
- Bauk, Arsen   (SDP)
- Bebić, Luka   (HDZ)
- Bernardić, Davor   (SDP)
- Beus Richembergh, Goran   (HNS)
- Bilić Vardić, Suzana   (HDZ)
- Bilonjić, Mato   (HDZ)
- Bodakoš, Dragutin   (SDP)
- Borzan, Biljana   (SDP)
- Bošnjak, Rade   (HDZ)
- Bošnjaković, Dražen   (HDZ)
- Brkarić, Marin   (IDS)
- Bukić, Perica   (HDZ)
- Caparin, Karmela   (HDZ)
- Cappelli, Gari   (HDZ)
- Crljenko, Brankica   (SDP)
- Čačija, Miroslav   (HSS)
- Čavlović Smiljanec, Nada   (SDP)
- Čehok, Ivan   (HSLS)
- Čuhnil, Zdenka   (nezavisna)
- Čuljak, Tomislav   (HDZ)
- Ćosić, prof. dr. sc. Krešimir   (HDZ)
- Denona, Luka   (SDP)
- Dorić, Miljenko   (HNS)
- Dragovan, Igor   (SDP)
- Đakić, Josip   (HDZ)
- Đapić, Anto   (HSP)
- Đurđević, Šimo   (HDZ)
- Ferić-Vac, Mirjana   (SDP)
- Filipović, Krešo   (HDZ)
- Fiolić, Stjepan   (HDZ)
- Flego, Gvozden Srećko   (SDP)
- Franić, Zdenko   (SDP)
- Friščić, Josip   (HSS)
- Gabrić, Stipo   (HSS)
- Gajica, Ratko   (SDSS)
- Glavaš, Branimir   (HDSSB)
- Grbić, Ivo   (HDZ)
- Grčić, Branko   (SDP)
- Grubišić, Boro   (HDSSB)
- Gulić, Krešimir   (HDZ)
- Habek, Mario   (SDP)
- Hanžek, Ivan   (SDP)
- Hebrang, dr. sc. Andrija   (HDZ)
- Heffer, Goran   (SDP)
- Hlača, Bojan   (HDZ)
- Holy, Mirela   (SDP)
- Horvat, Zlatko   (HNS)
- Hrelja, Silvano   (HSU)
- Hursa, Danica   (HNS)
- Huška, Davor   (HDZ)
- Ivić, Tomislav   (HDZ)
- Ivković, Vladimir   (HDZ)
- Jarnjak, Ivan   (HDZ)
- Jelaš, Nadica   (SDP)
- Jerković, Romana   (SDP)
- Josipović, Ivo   (nezavisni)
- Jovanović, Željko   (SDP)
- Jurčić, dr. sc. Ljubo   (SDP)
- Jurjević, Marin   (SDP)
- Kajin, Damir   (IDS)
- Kalaš, Željana   (HDZ)
- Kelić, Zdravko   (HSS)
- Klarić, Nedjeljka   (HDZ)
- Koračević, Zlatko   (HNS)
- Korušec, Antun   (HSLS)
- Kotromanović, Ante   (SDP)
- Kovačević, Drago   (HDZ)
- Kozlevac, Dino   (SDP)
- Kulušić, Ante   (HDZ)
- Kunst, Boris   (HDZ)
- Kurelić, Bruno   (SDP)
- Kutija, Branko   (HDZ)
- Leko, Josip   (SDP)
- Lesar, Dragutin   (HNS)
- Linić, Slavko   (SDP)
- Lucić, Franjo   (HDZ)
- Lučin, Šime   (SDP)
- Lugarić, Marija   (SDP)
- Lukačić, Ljubica   (HDZ)
- Majdenić, Nevenka   (HDZ)
- Mance, Anton   (HDZ)
- Maras, Gordan   (SDP)
- Marić, Goran   (HDZ)
- Marinović, Nevenka   (HDZ)
- Markovinović, Krunoslav   (HDZ)
- Matković, Borislav   (HDZ)
- Matušić, Frano   (HDZ)
- Memedi, Nazif   (nezavisni; nacionalne manjine)
- Mihalić, Anđelko   (HDZ)
- Milanović, Zoran   (SDP)
- Miletić, Boris   (IDS)
- Milinković, Stjepan   (HDZ)
- Mimica, Neven   (SDP)
- Mlinarić, Petar   (HDZ)
- Mondekar, Daniel   (SDP)
- Mrsić, Mirando   (SDP)
- Mršić, Zvonimir   (SDP)
- Nenadić, Živko   (HDZ)
- Opačić, Milanka   (SDP)
- Ostojić, Rajko   (SDP)
- Ostojić, Ranko   (SDP)
- Pančić, Ivica   (SDP)
- Pankretić, Božidar   (HSS)
- Pejčinović Burić, mr. sc. Marija   (HDZ)
- Petir, Marijana   (HSS)
- Picula, Tonino   (SDP)
- Podnar, Vlatko   (SDP)
- Puljić, Zvonimir   (HDZ)
- Pupovac, dr. sc. Milorad   (SDSS; nacionalne manjine)
- Pusić, dr. sc. Vesna   (HNS)
- Radin, dr. sc. Furio   (nezavisni; nacionalne manjine)
- Rebić, Niko   (HDZ)
- Roksandić, Ivanka   (HDZ)
- Ronko, Zdravko   (SDP)
- Rošin, Jerko   (HDZ)
- Rožić, Vedran   (HDZ)
- Selem, dr. sc. Petar   (HDZ)
- Sesvečan, Damir   (HDZ)
- Sobol, Gordana   (SDP)
- Stanimirović, Vojislav   (SDSS; nacionalne manjine)
- Stazić, Nenad   (SDP)
- Strikić, mr. sc. Nedjeljko   (HDZ)
- Šantek, Ivan   (HDZ)
- Šeks, Vladimir   (HDZ)
- Šetić, dr. sc. Nevio   (HDZ)
- Šimac-Bonačić, Tatjana   (SDP)
- Šimunović, Sonja   (SDP)
- Šišljagić, dr. sc. Vladimir   (HDSSB)
- Škoro, Miroslav   (HDZ)
- Škulić, Vesna   (SDP)
- Škvorc, Milivoj   (HDZ)
- Šoja, mr. sc. Deneš   (nezavisni; nacionalne manjine)
- Šolić, Božica   (HDZ)
- Šprem, Boris   (SDP)
- Šuica, Dubravka   (HDZ)
- Tanković, dr. sc. Šemso   (SDAH; nacionalne manjine)
- Tomljanović, Emil   (HDZ)
- Turić, Marko   (HDZ)
- Turk, Željko   (HDZ)
- Vidović, Davorko   (SDP)
- Vinković, Zoran   (SDP)
- Vranić, Biserka   (SDP)
- Vrbat, Tanja   (SDP)
- Vrdoljak, Tomislav   (HDZ)
- Vučić, Ivan   (HDZ)
- Vujić, Antun   (SDP)
- Vukić, Dragan   (HDZ)
- Zgrebec, Dragica   (SDP)
- Zubović, Mario   (HDZ)